# Cerococcus cliffortiae
Cerococcus cliffortiae är en insektsart som beskrevs av Joubert 1925. Cerococcus cliffortiae ingår i släktet Cerococcus och familjen Cerococcidae. Inga underarter finns listade i Catalogue of Life.